# Kyle Beach
Pour les articles homonymes, voir Beach.
Kyle Beach (né le 13 janvier 1990 à North Vancouver, en Colombie-Britannique, Canada) est un joueur de hockey sur glace professionnel canadien. Il évolue au poste de centre dans la catégorie sénior entre 2009 et 2022. Après sa carrière de joueur, il devient entraîneur adjoint dans les rangs universitaires canadiens.
Élu meilleure recrue de la Ligue de hockey de l'Ouest, il se distingue par son jeu physique et ses qualités de marqueur. Quelques saisons plus tard, il est sélectionné dans la première équipe d'étoiles de sa conférence. Cependant, son indiscipline et son immaturité lui valent des critiques et abaissent son rang lors du repêchage de 2008. Choisi au dixième rang par les Blackhawks de Chicago, il n'atteint jamais la LNH avec cette équipe ni avec les Rangers de New York, qui acquièrent ses droits en 2013. Sa tentative de percer en Amérique du Nord ayant échoué, il part jouer en Europe, notamment en Autriche, en Hongrie et en Allemagne.
À la fin de sa carrière, il est révélé que Beach a été victime d'abus sexuels durant son passage chez les Blackhawks. Lorsque l'affaire est rendue publique, le scandale qui en découle provoque des remous dans le monde du hockey sur glace, entraînant le licenciement de plusieurs responsables des Blackhawks pour avoir négligé de prendre des mesures lorsque Beach a signalé le crime à l'organisation. La mise en lumière de cet incident permet de mieux comprendre les raisons de son échec sportif avant son exil en Europe. Kyle Beach poursuit les Blackhawks en justice et parvient à un accord amiable avec le club. 

## Biographie

### Jeunesse et carrière junior
Natif de North Vancouver, Beach grandit à Kelowna où son père travaille pour la ville et sa mère pour la commission scolaire locale. Dès son passage dans les rangs bantams, une catégorie de hockey sur glace d'âge mineur, Beach se fait remarquer pour son tir du poignet. Cependant, ses problèmes de discipline sont déjà notés. Il est sélectionné au dixième rang par les Silvertips d'Everett lors du repêchage de 2005 de la LHOu. Il reçoit également le soutien de l'entraîneur Kevin Constantine qui l'aide à développer son jeu défensif, où il éprouve beaucoup de difficultés. Grandissant, plus imposant et talentueux que ses adversaires, il ne ressent alors jamais le besoin de mettre plus que le nécessaire durant ses entraînements, chose qu'il regrettera par la suite.

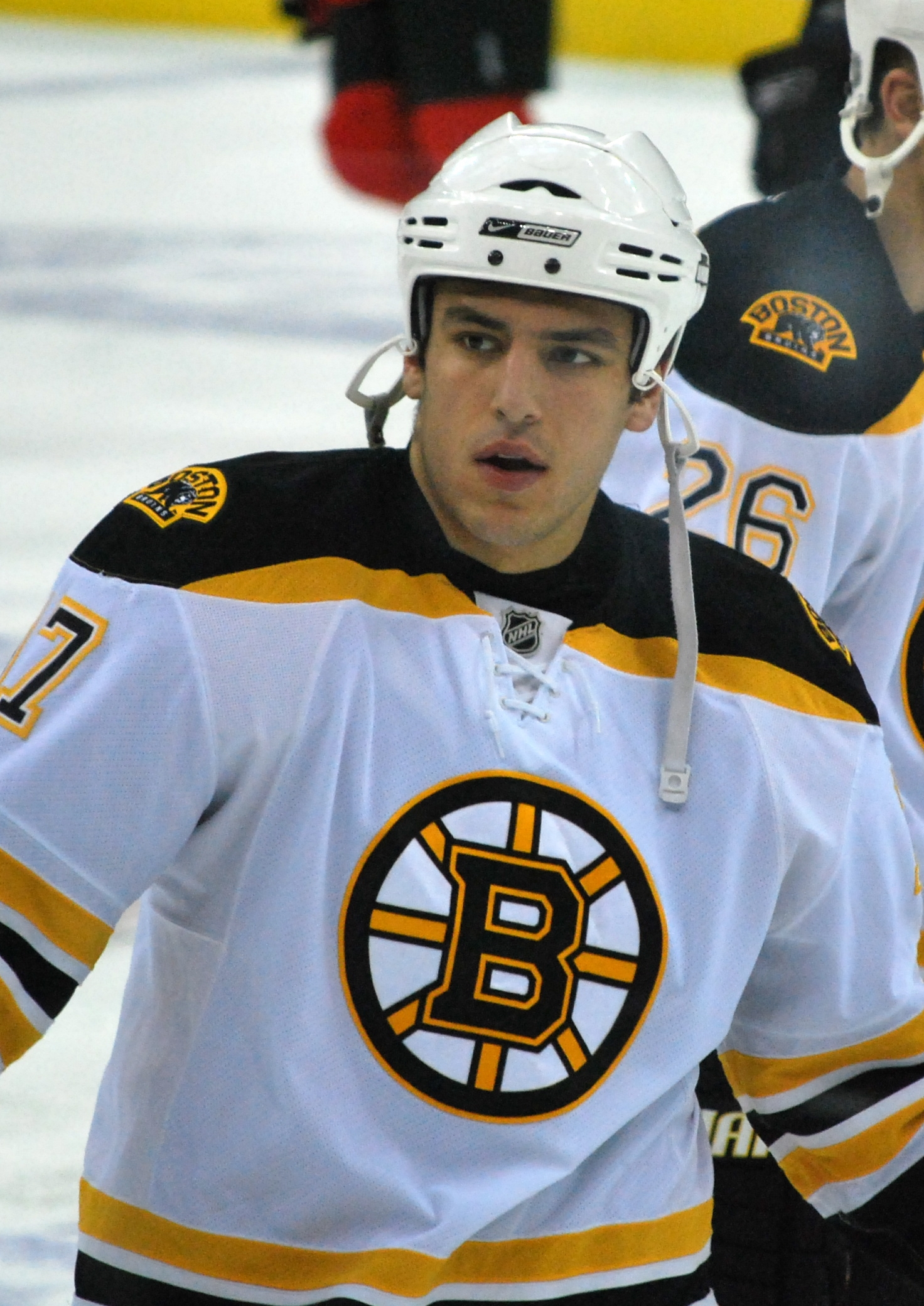
Milan Lucic, un des joueurs provoqués par Beach ayant mené à un combat sur la glace.

Son jeu est alors considéré comme marqué par son physique imposant et son contrôle de la rondelle malgré un coup de patin déficient. Il démontre son talent précoce en remportant le trophée Jim-Piggott remis à la meilleure recrue à la fin de sa première saison complète. Il est aussi réputé comme ayant un mauvais tempérament sur la glace comme en dehors, ce qui cause de l'indiscipline durant les matchs,. Plusieurs incidents sont cités comme des exemples de son immaturité sur la glace, dont sa moquerie à l'égard de la maladie de Scheuermann dont Milan Lucic est atteint, dans le but de provoquer ce dernier. À son départ de l'équipe, il est le joueur ayant amassé le plus de minutes de pénalité de l'histoire des Silvertips, titre qu'il détient toujours en 2017. Son style de jeu est alors comparé à Sean Avery ou Todd Bertuzzi. Malgré sa réputation, il est aussi connu comme un bon coéquipier, aidant à accueillir les nouvelles recrues chaque année et prêtant de l'argent à ses coéquipiers au besoin.
Lors de son année de repêchage, Beach démarre la saison de façon très productive. Il est cependant ralenti en cours de saison, mais certains analystes comme Gare Joyce d'ESPN attribuent ceci à une pubalgie et plusieurs commotions cérébrales dont il a souffert durant l'année, l'une en particulier étant le résultat d'un coup de poing controversé donné par Chris Bruton suivant une altercation avec Mitch Wahl. De même, Marc-Antoine Godin de La Presse le classe au dixième rang des meilleurs espoirs. Il qualifie Beach de meilleur attaquant de puissance du repêchage tout en décrivant ses problèmes de discipline et de commotions cérébrales comme étant ses principaux points négatifs.
Lors du repêchage de 2008, ses problèmes de comportement lui coûtent un rang, alors que Michael Gillis des Canucks de Vancouver décide de l'ignorer pour cette raison. Ses problèmes de comportements vont jusqu'à prédire qu'il pourrait être ignoré complètement au premier tour. Il est finalement sélectionné par les Blackhawks de Chicago au dixième rang. Dale Tallon, le directeur général ayant sélectionné Beach, déclare des années plus tard que le joueur n'avait pas été repêché par l'équipe car il était le meilleur disponible, mais parce qu'il répondait à un besoin pour l'équipe. Malgré des rumeurs que ses coéquipiers Matthew Ius, Jordan Mistelbacher et Shayne Barrie pourraient être sélectionnés lors du repêchage, Beach est le seul joueur de son équipe choisi lors de l'encan.
Il participe avec l'équipe de la LHOu au Défi ADT Canada-Russie en 2008. Lors de la dernière rencontre le 27 novembre 2008, il est l'auteur de l'un des deux buts, avec Zach Boychuk, permettant à l'équipe de battre la formation russe. Le 6 janvier 2009, en cours de saison, les Silvertips échangent Beach et Mike Alexander aux Hurricanes de Lethbridge contre Dan Iwanski, Alex Theriau et un choix de premier tour au repêchage. Cet échange est vu comme une tentative pour Lethbridge de sauver leur saison et pour Everett comme un pas vers un rajeunissement de l'équipe. La perception que Beach ait une chance de jouer dans la LNH la saison suivante aurait aussi contribuée à la décision du directeur général d'Everett, Doug Soetaert, de se départir de Beach. L'équipe va par la suite participer aux séries, mais l'indiscipline de Beach se fait sentir, entre autres lors du deuxième match contre les Hitmen de Calgary, où son interférence sur le gardien Martin Jones est considérée comme le point tournant ayant coûté la partie aux Hurricanes. Le 20 mai 2009, Beach signe un contrat d'entrée de trois ans dans la LNH avec les Blackhawks de Chicago. Il fait un court passage avec leur club école, les IceHogs de Rockford en fin de saison, mais retourne dans les rangs juniors jusqu'à la fin de son éligibilité.
En septembre 2009, Beach est acquis par les Chiefs de Spokane en échange de Mike Reddington et Landon Oslanski. L'équipe est alors à la recherche de talents offensifs et le voit comme une opportunité de combler ce besoin. Nerveux à son arrivée, il marque deux buts à son premier match puis dix-neuf autres dans les 25 matches suivants. Il reste productif pour toute la saison, accumulant 86 points en 68 matchs. Ceci lui permet d'être nommé sur la première équipe étoile de la Conférence de l'Ouest. Cependant, l'équipe est éliminée dès le premier tour malgré les neuf points de Beach en sept rencontres, mettant une fin à sa carrière junior.

### Blackhawks de Chicago

#### Arrivée avec l'équipe
Choix de premier tour des Blackhawks de Chicago lors du repêchage de 2008, Beach continue d'utiliser son physique durant ses premiers pas dans la LNH. Pendant son premier camp d'entraînement, il se fait remarquer lors d'un combat contre Marc-André Bergeron qui laisse ce dernier avec le nez cassé et deux yeux au beurre noir pour commencer la saison régulière. Néanmoins, ses performances au cours de ce camp sont qualifiées comme « n'ayant pas impressionné outre mesure ».
Il fait ses premiers pas chez les professionnels le 10 avril 2009 alors qu'il s'aligne avec les IceHogs de Rockford contre les Rivermen de Peoria. Il retourne ensuite au niveau junior une saison avec les Chiefs de Spokane avant de terminer la saison à nouveau avec les IceHogs de Rockford de la Ligue américaine de hockey.
En 2009, Beach passe tout près de faire l'équipe pour démarrer la saison. Il est alors considéré comme le second meilleur espoir de l'équipe, derrière Jack Skille. Il est vu comme le futur ailier gauche du trio composé de Patrick Kane et Jonathan Toews. À son arrivée avec les IceHogs de Rockford à la fin de la saison 2009-2010, il entre en conflit avec Akim Aliu sur la qualité de leurs ligues juniors respectives et est temporairement renvoyé chez lui. Il marque son premier but chez les professionnels le 9 octobre 2010 contre le Moose du Manitoba.

#### Séries de 2010
Le 28 avril 2010, dans le cadre des séries éliminatoires de la Coupe Stanley 2010, Beach est l'un des huit joueurs — avec Jacob Dowell, Jack Skille, Brian Connelly, Jassen Cullimore, Shawn Lalonde, Danny Richmond et Hannu Toivonen — appelés à jouer le rôle de black ace, joueur de réserve prêt à remplacer un joueur en cas de blessure, pour les Blackhawks de Chicago. Beach sort alors tout juste des rangs juniors et vient de faire ses débuts professionnels avec les IceHogs de Rockford. Il est alors victime d'abus sexuel par Brad Aldrich, un membre de l'organisation. Selon le rapport, celui-ci l'invite chez lui sous le prétexte de lui donner des conseils sur son jeu. Il met alors un film pornographique et se met à se masturber. Il menace Beach de le frapper avec un batte de baseball s'il refuse d'avoir des actes sexuels avec lui. Sous le choc, il demande de l'aide à Paul Vincent, qui tente de faire remonter l'affaire à la direction de l'équipe,,.
Malgré cela, elle n'intervient pas et garde Aldrich employé par l'équipe. L'entraîneur en charge des compétences mentales, James Gary, décide de mettre la faute sur Beach pour s'être mis dans une situation qui a permis l'abus. Alors que ses coéquipiers commencent à prendre connaissance de l'abus, certains commencent à utiliser des insultes homophobes à son encontre. Les Blackhawks vont par la suite remporter la Coupe Stanley et Beach reçoit la traditionnelle bague commémorative bien qu'il n'ait pas joué. Son nom n'apparait cependant pas sur la coupe, n'ayant pas rempli les critères nécessaires. Celui d'Aldrich y apparait jusqu'à ce que le scandale devienne public, poussant la LNH à demander que le nom sur le trophée soit remplacé par des « X ».

#### Après 2010
Dès 2011, l'incapacité pour Beach d'atteindre la LNH mène des membres des médias à dire que son temps est compté à Chicago. En 2012, il revient en tête des joueurs qui pourraient être rappelés en cas de blessure. Cependant, alors que Daniel Carcillo, qui a un style de jeu semblable à Beach, se blesse, Beach est lui aussi blessé laissant Andrew Shaw s'établir comme le futur attaquant de puissance de l'organisation,. Son temps de jeu commence alors à diminuer, nuisant à son développement.
Le 17 juillet 2013, à la fin de la saison, il signe un nouveau contrat d'un an avec les Blackhawks. En septembre 2013, après seulement un match préparatoire avec les Blackhawks, il est soumis au ballotage par l'équipe. Il joue un autre match avec les IceHogs avant d'être prêté au HV 71, club de la ligue élite suédoise. Il s'était entrainé dans le pays durant l'été attirant l'intérêt de l'équipe. Le prêt de Beach est aussi lié à plusieurs blessures dans l'équipe. Alors que ceux-ci reviennent au jeu en octobre, il retourne avec les IceHogs. Cependant, il a des difficultés à trouver le fond du filet à son retour. Sa pénurie prend fin alors qu'il marque quatre buts en deux matchs à la fin de novembre avec un coup du chapeau face aux Wolves de Chicago et début décembre avec un autre but. Il s'agira cependant de ses derniers matchs avec l'équipe,. Il est le premier choix de premier tour des Blackhawks à ne jamais jouer avec l'équipe depuis Éric Lecompte en 1993.

### Rangers de New York
Le 6 décembre 2013, il est échangé aux Rangers de New York en retour de Brandon Mashinter. Avant cet échange, Beach n'avait visité la côte est américaine qu'une seule fois. Fraîchement arrivé, il forme un trio avec Oscar Lindberg et Danny Kristo. Plus tard dans la saison, il s'installe sur un  trio avec Lindberg et Micheal Haley, mais perd le poste au profit de Kristo en février. À la fin de la saison, son contrat prend fin et les Rangers ne lui font pas d'offre qualificative, le laissant devenir joueur autonome sans compensation,.
La suite de sa carrière est largement affectée par une grande consommation de substances, jugée par Beach lui-même comme une conséquence de l'abus sexuel dont il a été victime. Plusieurs recruteurs vont par la suite dire anonymement qu'ils sont convaincus qu'il aurait eu une carrière dans la LNH sans le traumatisme qu'il a subi durant ses années formatives. Cependant, l'incident étant alors inconnu du public, la disparition abrupte de Beach est attribuée à son caractère de diva comparable à Ryan Leaf. Il est alors classifié comme l'un des pires choix au repêchage de l'histoire des Blackhawks,, ainsi que la pire sélection du repêchage de 2008. Il est le premier choix de premier tour des Blackhawks à ne jamais jouer dans la LNH depuis Dan Spring en 1971.

### En Europe

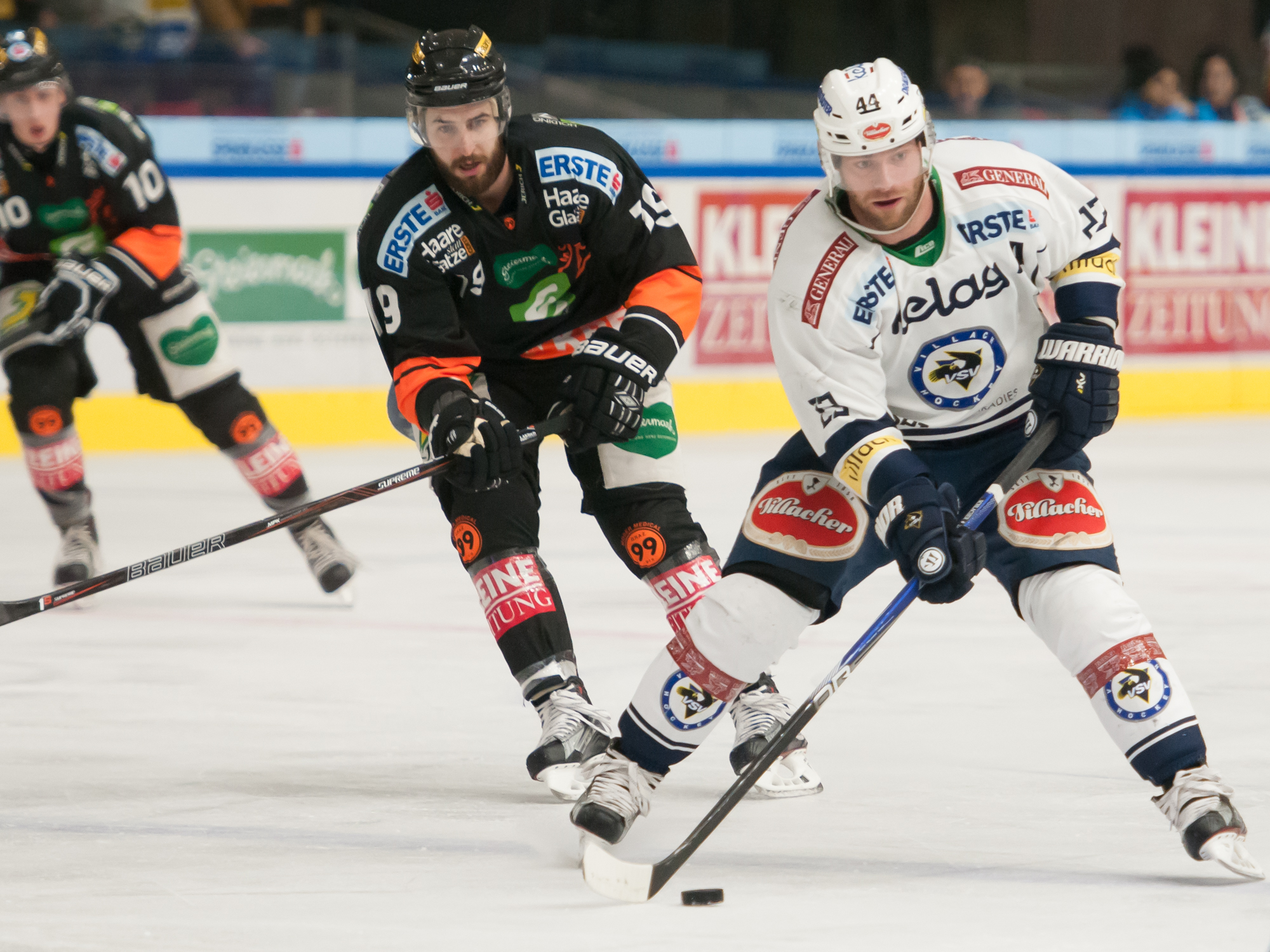
Beach (à gauche), sous les couleurs des Graz 99ers, couvrant Markus Schlacher de l'EC Villacher SV.

Incapable de trouver un nouveau contrat dans la ligue, Beach prend la direction de l'Autriche, où il espère relancer sa carrière et attirer assez l'attention pour avoir une autre chance de jouer dans la LNH. Il s'engage d'abord avec le EC Red Bull Salzbourg. Initialement invité pour un essai professionnel avec l'équipe, Beach n'arrive pas à les convaincre de lui octroyer un contrat. Son essai est renouvelé fin septembre. Il s'engage finalement avec l'équipe et, à la fin de la saison, il est le meilleur pointeur de la formation autrichienne. Avec son aide, l'équipe remporte l'EBEL et connait une bonne performance dans la Ligue des champions. Cependant, il est libéré tôt durant sa seconde campagne.
Le mois suivant, il retrouve les club-écoles de la LNH en s'engageant avec les Mavericks du Missouri. L'équipe évolue dans l'ECHL, un niveau sous la LAH. Elle s'apprête alors à participer à une série de trois matchs à la maison contre les Mallards de Quad City et le Fuel d'Indy. Beach participe à ces rencontres et quatre de plus, sans jamais enregistrer un point. Il s'agira de ses seuls matchs dans la ligue. Incapable de refaire sa place en Amérique du Nord, Beach retourne en Autriche quelques mois après son départ. Le 18 décembre 2015, il rejoint les Graz 99ers.

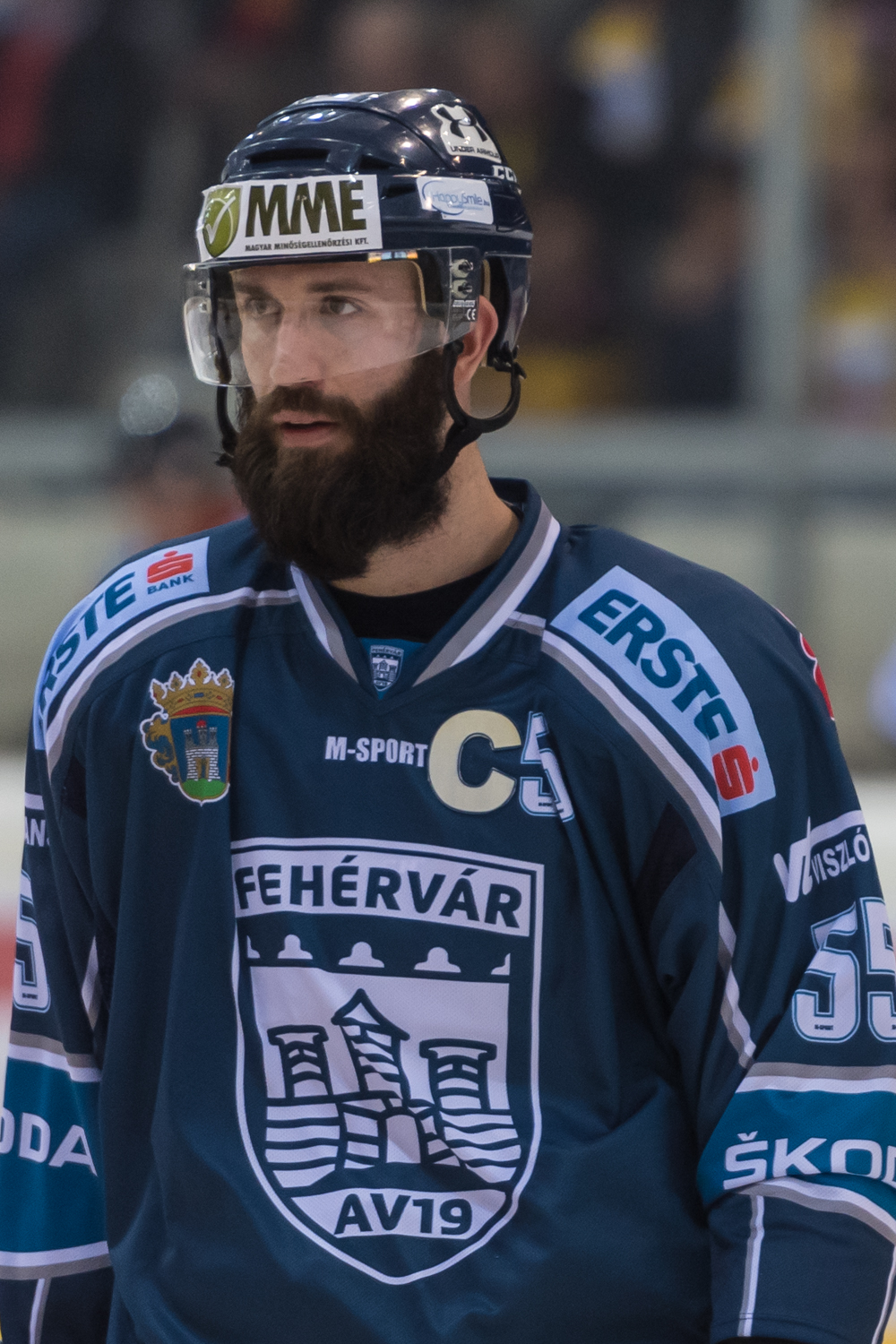
Andrew Sarauer, coéquipier de Beach avec l'EC Villacher SV.

En 2016, ses performances avec les 99ers commencent à décevoir son entraîneur Douglas Mason. À cause de cela, Beach est laissé de côté en fin de saison lorsque l'équipe n'a plus de joueurs blessés. Il est alors supposé que les problèmes seraient hors-glace, puisque Beach est de loin le meilleur marqueur de l'équipe, dix buts devant Oliver Setzinger. À la fin de la saison, il est informé par Graz qu'il ne recevra pas une nouvelle offre de contrat de leur part. Il annonce alors qu'il est sur le point de signer un contrat de deux ans avec une autre équipe du pays. Ceci se confirme le 17 mars 2017 alors qu'il s'engage avec le EC Villacher SV.
Durant la saison 2017-2018, Beach s'aligne avec l'équipe de Villach avec qui il a signé un contrat de deux ans. Cependant, à la fin de sa première campagne, le nouvel entraîneur Gerhard Unterluggauer décide de faire des changements dans l'alignement et rachète le contrat de Beach. Celui-ci rejoint alors le Tölzen Löwen, basé à Bad Tölz en Allemagne. Il s'agit du premier joueur importé pour l'équipe, qui n'aurait pas eu les moyens financiers de le signer si Beach n'avait pas été déjà payé par le rachat de contrat. Il est alors comparé à Steve Pinizzotto. Après un an avec l'équipe, trois de ses coéquipiers à Villach, les internationaux hongrois Andrew Sarauer, István Sofron et Kevin Wehrs le convainquent de rejoindre le DVTK Jegesmedvék, qui joue alors dans le championnat slovaque,,.
Tôt en 2021, Beach apprend que son ancien agresseur, Brad Aldrich, est accusé d'un autre abus sexuel, cette fois sur un mineur. Il poursuit alors les Blackhawks en justice tout en demeurant anonyme. Le 27 octobre 2021, il dévoile publiquement lors d'une entrevue avec Rick Westhead être le joueur ayant été victime d'abus,. Beach joue alors pour les Black Dragons Erfurt (de) en Oberliga. Il déclare qu'il se sent en sécurité avec l'équipe, ce qui est devenu l'un des points les plus importants pour lui.
Alors que l'histoire devient publique, les Blackhawks contestent les faits, les considérant dénués de fondement. En réaction, ses coéquipiers de l'époque Nick Boynton et Brent Sopel ainsi que les entraîneurs Paul Vincent et John Torchetti font des déclarations publiques pour confirmer que les faits étaient connus par l'ensemble de l'organisation. Cette version ne fait cependant pas l'unanimité et l'ancien colocataire de Beach à Rockfort Andrew Shaw, qui a un historique de propos homophobes, dit que Beach est à blâmer pour s'être mis dans cette situation et ne pas s'être défendu suffisamment,. En mai 2021, Beach lance une poursuite contre les Blackhawks pour leur inaction à la suite de l'abus. Les deux partis en viennent à un accord en décembre de la même année. Les détails de l'entente n'ont pas été rendu public, mais il est plus tard mentionné dans les médias que l'entente est d'une valeur de 2 000 000$. Dans la foulée du scandale, plusieurs responsables des Blackhawks à l'époque perdent leur emplois et deviennent inéligible à travailler dans la LNH. Trois d'entre eux ― Joel Quenneville, Stanley Bowman et Al MacInnis ― regagnent leur éligibilité près de trois ans plus tard.

### Carrière d'entraineur
Beach met fin à sa carrière de joueur en 2022. Il accepte alors un poste d'entraîneur adjoint pour l'équipe de hockey sur glace de l'université Trinity Western. À ce poste, il reçoit l'assistance de Stanley Bowman, le directeur général des Blackhawks lors des abus dont Beach est victime. Initialement réticent à communiquer avec celui-ci, Beach finit par accepter l'aide lorsque Bowman fait une nouvelle tentative en 2023 alors qu'il travaille avec Sheldon Kennedy, un autre hockeyeur victime d'abus sexuels, pour apprendre de ses erreurs en 2010. Avant de faire son retour comme directeur général, Bowman déclare s'être entretenu avec Beach et avoir eu une discussion « encourageante ». Bowman va par la suite encourager Beach lorsque son équipe visite Edmonton, où Bowman dirige les Oilers,. Beach devient entraîneur associé en prévision de la saison 2024-2025.

## Statistiques
| Saison    | Équipe                    | Ligue              |    | Saison régulière | Saison régulière | Saison régulière | Saison régulière | Saison régulière |    | Séries éliminatoires | Séries éliminatoires | Séries éliminatoires | Séries éliminatoires | Séries éliminatoires |
| Saison    | Équipe                    | Ligue              | PJ | B                | A                | Pts              | Pun              | PJ               | B  | A                    | Pts                  | Pun                  |                      |                      |
| 2005-2006 | Silvertips d'Everett      | LHOu               | 4  | 2                | 1                | 3                | 4                | 9                | 1  | 3                    | 4                    | 31                   |                      |                      |
| 2006-2007 | Silvertips d'Everett      | LHOu               | 65 | 29               | 32               | 61               | 196              | 11               | 5  | 6                    | 11                   | 19                   |                      |                      |
| 2007-2008 | Silvertips d'Everett      | LHOu               | 60 | 27               | 33               | 60               | 222              | 4                | 0  | 0                    | 0                    | 4                    |                      |                      |
| 2008-2009 | Silvertips d'Everett      | LHOu               | 30 | 9                | 21               | 30               | 106              | -                | -  | -                    | -                    | -                    |                      |                      |
| 2008-2009 | Hurricanes de Lethbridge  | LHOu               | 24 | 15               | 18               | 33               | 59               | 10               | 1  | 1                    | 2                    | 31                   |                      |                      |
| 2008-2009 | IceHogs de Rockford       | LAH                | 2  | 0                | 0                | 0                | 15               | 1                | 0  | 0                    | 0                    | 0                    |                      |                      |
| 2009-2010 | Chiefs de Spokane         | LHOu               | 68 | 52               | 34               | 86               | 186              | 7                | 7  | 2                    | 9                    | 19                   |                      |                      |
| 2009-2010 | IceHogs de Rockford       | LAH                | 4  | 0                | 0                | 0                | 0                | 4                | 3  | 0                    | 3                    | 6                    |                      |                      |
| 2010-2011 | IceHogs de Rockford       | LAH                | 71 | 16               | 20               | 36               | 163              | -                | -  | -                    | -                    | -                    |                      |                      |
| 2011-2012 | IceHogs de Rockford       | LAH                | 19 | 5                | 5                | 10               | 30               | -                | -  | -                    | -                    | -                    |                      |                      |
| 2012-2013 | IceHogs de Rockford       | LAH                | 66 | 16               | 10               | 26               | 204              | -                | -  | -                    | -                    | -                    |                      |                      |
| 2013-2014 | HV71                      | SHL                | 7  | 2                | 1                | 3                | 35               | -                | -  | -                    | -                    |                      |                      |                      |
| 2013-2014 | IceHogs de Rockford       | LAH                | 7  | 4                | 0                | 4                | 10               | -                | -  | -                    | -                    | -                    |                      |                      |
| 2013-2014 | Wolf Pack de Hartford     | LAH                | 39 | 2                | 5                | 7                | 58               | -                | -  | -                    | -                    | -                    |                      |                      |
| 2014-2015 | EC Red Bull Salzbourg     | EBEL               | 53 | 12               | 13               | 25               | 109              | 13               | 10 | 3                    | 13                   | 31                   |                      |                      |
| 2015-2016 | EC Red Bull Salzbourg     | EBEL               | 9  | 1                | 0                | 1                | 31               | -                | -  | -                    | -                    | -                    |                      |                      |
| 2015-2016 | Mavericks du Missouri     | ECHL               | 7  | 0                | 0                | 0                | 14               | -                | -  | -                    | -                    | -                    |                      |                      |
| 2015-2016 | Graz 99ers                | EBEL               | 21 | 10               | 4                | 14               | 56               | -                | -  | -                    | -                    | -                    |                      |                      |
| 2016-2017 | Graz 99ers                | EBEL               | 54 | 30               | 15               | 45               | 123              | 4                | 0  | 1                    | 1                    | 8                    |                      |                      |
| 2017-2018 | EC Villacher SV           | EBEL               | 44 | 9                | 13               | 22               | 78               | -                | -  | -                    | -                    | -                    |                      |                      |
| 2018-2019 | EC Bad Tölz               | DEL2               | 34 | 14               | 29               | 43               | 64               | -                | -  | -                    | -                    | -                    |                      |                      |
| 2019-2020 | DVTK Jegesmedvék          | Extraliga Slovaque | 41 | 14               | 10               | 24               | 92               | -                | -  | -                    | -                    | -                    |                      |                      |
| 2020-2021 | Black Dragons Erfurt (de) | Oberliga           | 36 | 31               | 29               | 60               | 48               | -                | -  | -                    | -                    | -                    |                      |                      |
| 2021-2022 | Black Dragons Erfurt      | Oberliga           | 32 | 27               | 23               | 50               | 58               | 7                | 6  | 2                    | 8                    | 16                   |                      |                      |

## Vie personnelle
Beach a un frère, Cody, également joueur professionnel de hockey sur glace. Pratiquant un style similaire à celui de Kyle, Cody Beach joue au niveau professionnel à la suite de sa sélection au repêchage par les Blues de Saint-Louis sans jamais atteindre la LNH. Après sa carrière de joueur, il devient arbitre dans la LNH. Son cousin est le joueur de baseball Rich Harden.
Depuis 2021, Beach est en couple avec Bianca Guglielmotti, une infirmière originaire d'Erfurt qu'il a rencontrée alors qu'il évolue avec les Black Dragons Erfurt (de),.

## Trophées et honneurs personnels
- Ligue de hockey de l'Ouest
  - Équipe d'étoiles des recrues : 2007[21]
  - Trophée Jim-Piggott : 2007[21]
  - Première équipe d'étoiles (Conférence de l'Ouest) : 2010[21]
- EBEL
  - Champion d'Autriche : 2015[21]